# Dupont-Kozykel
In der Mathematik dient der Dupont-Kozykel, benannt nach Johan Dupont, zur Konstruktion der beschränkten Kähler-Klasse und damit zur Untersuchung der Darstellungen in Isometriegruppen Hermitescher symmetrischer Räume.
Sei {\displaystyle X=H/K} ein Hermitescher symmetrischer Raum mit Kähler-Form {\displaystyle \omega }. Die hermitesche Metrik sei so normiert, dass das Minimum der holomorphen Schnittkrümmung {\displaystyle -1} ist. 
Für {\displaystyle x\in X} und {\displaystyle g_{0},g_{1},g_{2}\in H} bezeichnen wir mit {\displaystyle \Delta (g_{0}x,g_{1}x,g_{2}x)} einen {\displaystyle 2}-Simplex mit geodätischen Seiten und Ecken {\displaystyle g_{0}x,g_{1}x,g_{2}x}. Die Seiten sind durch die Ecken eindeutig festgelegt, das Innere im Allgemeinen nicht. Jedoch gibt nach dem Satz von Stokes Integration einer geschlossenen Form über jeden {\displaystyle 2}-Simplex mit diesen Seiten denselben Wert. Das Integral 
{\displaystyle b(g_{0},g_{1},g_{2})=\int _{\Delta (g_{0}x,g_{1}x,g_{2}x)}\omega }
ist also wohl-definiert. Es definiert einen stetigen {\displaystyle H}-invarianten Kozykel, der von {\displaystyle x} abhängt und als Dupont-Kozykel bezeichnet wird. Seine Kohomologieklasse ist jedoch unabhängig von {\displaystyle x\in X}.
Für die {\displaystyle l^{\infty }}-Norm gilt {\displaystyle \Vert b\Vert =\pi \cdot rank(X)}, insbesondere handelt es sich um einen beschränkten Kozykel. Er definiert also eine Klasse in der beschränkten Kohomologie {\displaystyle H_{b}^{2}(H;\mathbb {R} )} und sogar in der beschränkten stetigen Kohomologie {\displaystyle H_{bc}^{2}(H;\mathbb {R} )}. Diese Kohomologieklasse wird als beschränkte Kähler-Klasse {\displaystyle \kappa } bezeichnet.
Wenn {\displaystyle X} irreduzibel ist, dann ist {\displaystyle H_{bc}^{2}(H;\mathbb {R} )=\mathbb {R} } und die beschränkte Kähler-Klasse erzeugt diese Gruppe. Ein Beispiel ist die hyperbolische Ebene, hier ist {\displaystyle H=PU(1,1)=PSL(2,\mathbb {R} )} und die beschränkte Kähler-Klasse ist {\displaystyle \pi } mal die beschränkte Euler-Klasse.
Die beschränkte Kähler-Klasse dient der Unterscheidung von Darstellungen in {\displaystyle H}. Zum Beispiel für eine Flächengruppe {\displaystyle \Gamma =\pi _{1}S} kann man jeder Darstellung {\displaystyle \rho \colon \Gamma \to H} die durch Auswertung von {\displaystyle \rho ^{*}\kappa \in H_{b}^{2}(\Gamma ;\mathbb {R} )=H_{b}^{2}(S;\mathbb {R} )} auf der Fundamentalklasse {\displaystyle \left[S\right]\in H_{2}(S;\mathbb {R} )} definierte numerische Invariante zuordnen. Allgemeiner gilt für eine endlich erzeugte Gruppe {\displaystyle \Gamma } und {\displaystyle H=PU(p,q),1\leq p<q}, dass für eine Zariski-dichte Darstellung {\displaystyle \rho ^{*}\kappa \in H_{b}^{2}(\Gamma ;\mathbb {R} )} nicht Null ist und die Zariski-dichte Darstellung bis auf Äquivalenz durch {\displaystyle \rho ^{*}\kappa \in H_{b}^{2}(\Gamma ;\mathbb {R} )} festgelegt wird.